# O.F. Ahlmark & Co Eftr. AB

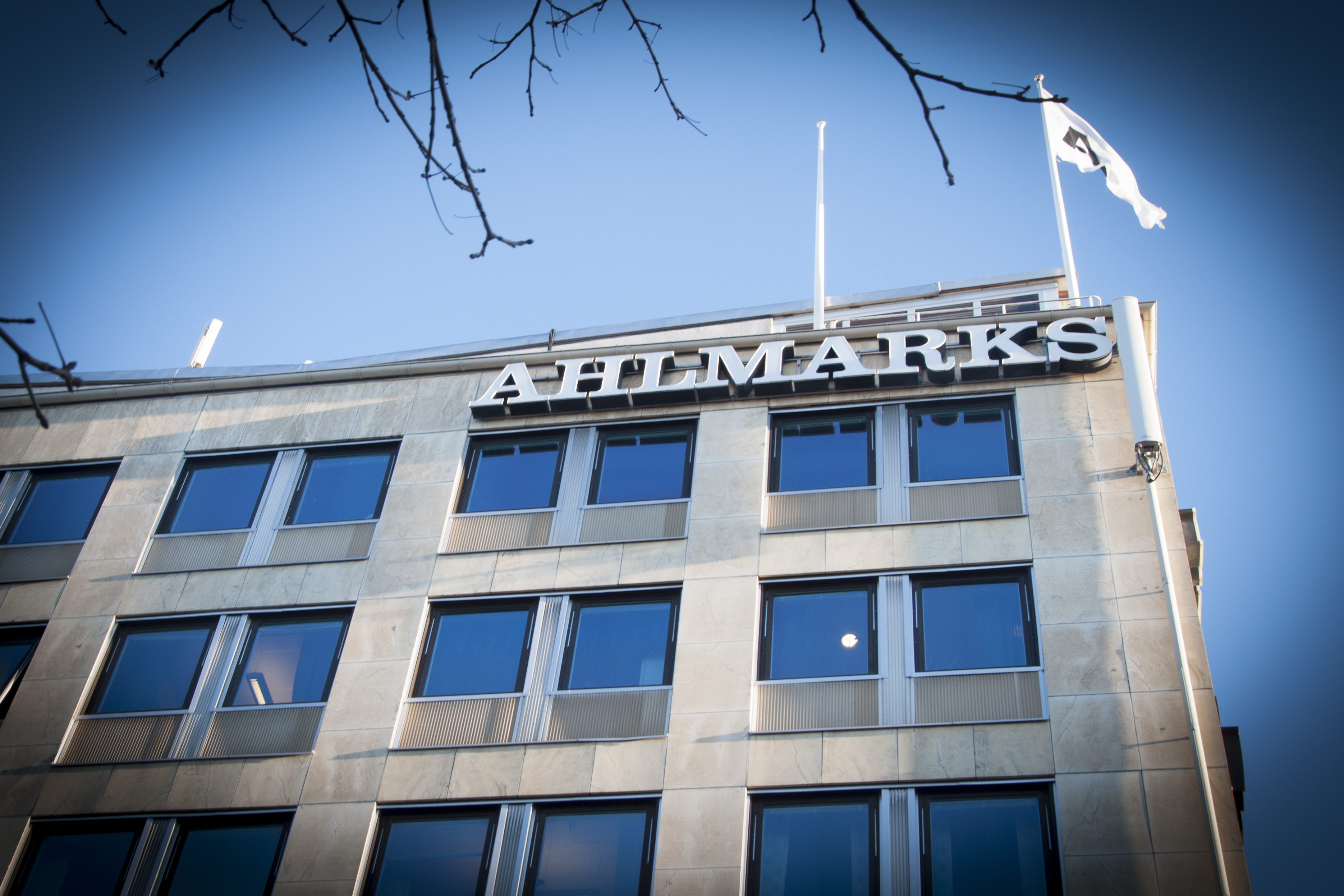
Ahlmarkshuset i Karlstad

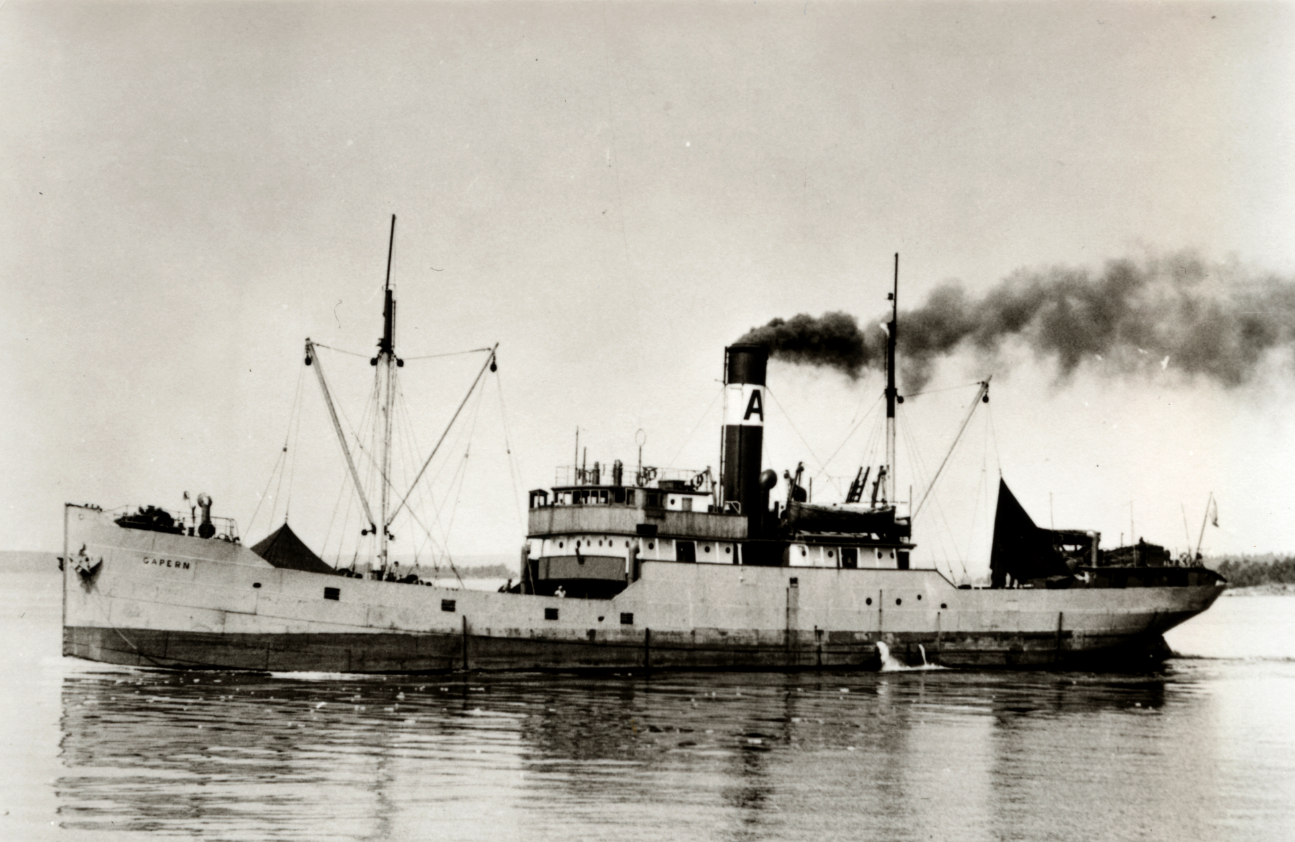
S/S Gapern. Byggår 1918.

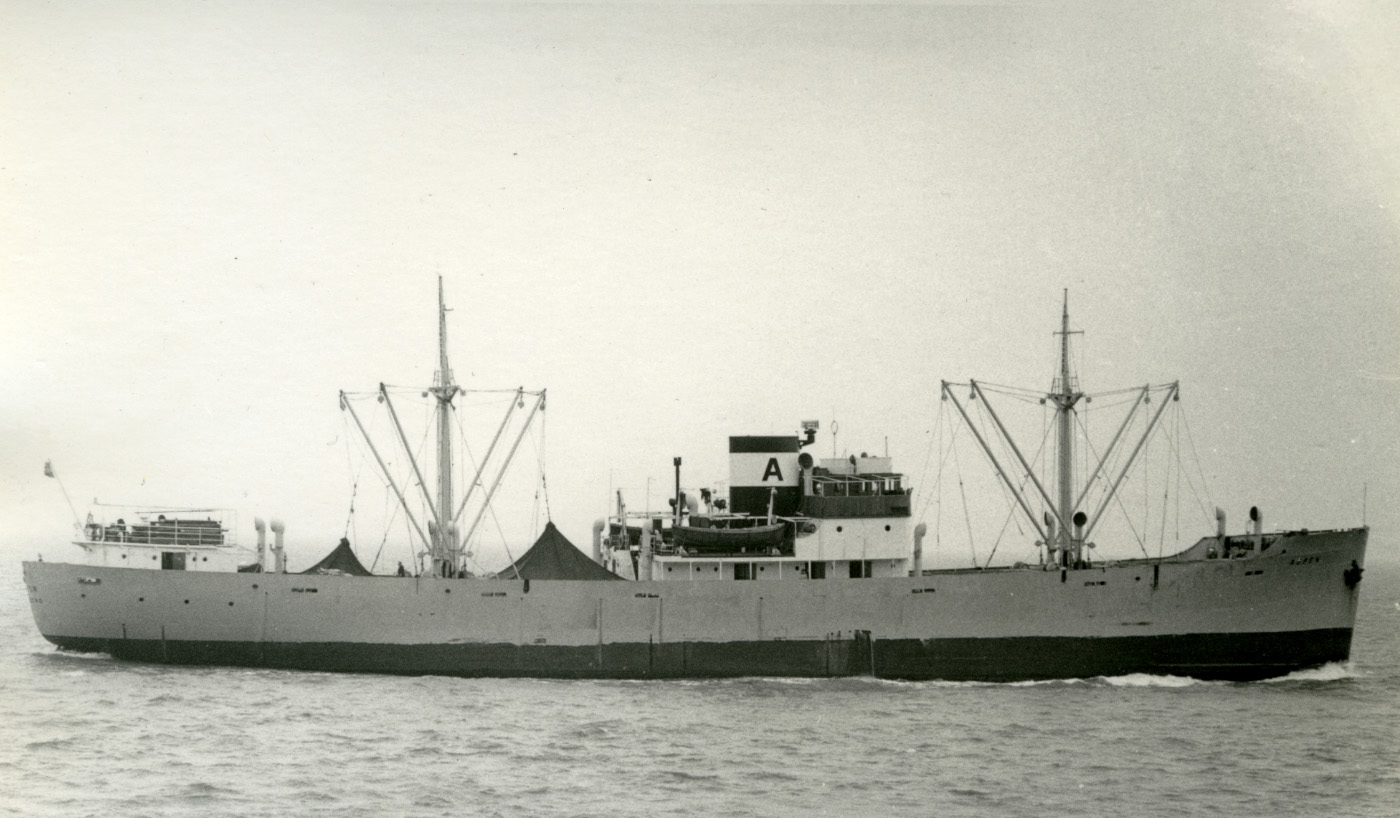
M/S Aspen. Byggår 1945.

O.F. Ahlmark & Co Eftr. AB, även Ahlmarkskoncernen, är ett svenskt företag, som grundades 1847 i Karlstad, och som idag har fem affärsområden.

## Historik
Företaget grundades av Oscar Ferdinand Ahlmark, som flyttade till Karlstad vid 26 års ålder och 1847 fick tillstånd att driva grosshandel. Firman startade vid Salttorget (nuvarande Residenstorget) och Ahlmark blev redare för ångbåten Uddeholm samt medverkade aktivt till byggandet av Inre Hamnen 1861 och blev hamnstyrelsens förste ordförande. Den stora branden i Karlstad 1865 ödelade även Ahlmarks lokaler. Han lät 1872 bygga ett ångfartyg på Karlstads Warf, men han avled redan året därpå. 
Verksamheten drevs vidare av brorsonen Karl August Ahlmark tillsammans med den tidigare kassören Carl Gustaf Sjöstedt fram till den senares död 1889. Därefter ändrades firmanamnet till O.F. Ahlmark & Co. Eftr.. I rederiet fanns tre galeaser och tre ångare. När K.A. Ahlmark avled 1901, överlät hans änka rörelsen till före detta sjökaptenen August Uppvall. Efter det att också han avlidit 1909, blev Josef Bergendorff, som varit anställd i tre år, chef. Förutsättningarna för rederiverksamhet hade nu blivit avsevärt bättre. I Karlstad byggdes Yttre hamn 1906 på Kanikenäset, vilket medgav ett djupgående på fyra meter. 
Kolavdelningen, som importerade och distribuerade kol och koks, startade 1914. Med invigningen av den nya Trollhätte kanal 1916 blev direkta frakter med fartyg upp till 2.000 tons dödvikt möjlig. Man undgick därmed kostnaden för omlastning i Göteborg, och koltrafiken ökade i omfattning. År 1917 ombildades företaget till aktiebolag och bolagen som ägde kanalbåtarna Karlstad och Forshaga slogs samman till Ångfartygs AB Karlstad och året därpå till Värmlands Rederi AB. Karlstads varv anlades på Kanikenäset och dess första byggen levererades 1919. Det var de två första i en serie om 20 pråmar, med vilka man fraktade trä och massa till Göteborg och kol och koks i retur till Karlstad. År 1919 bildades Rederi AB Stjärnan tillsammans med ett antal externa intressenter och man övergick alltmer till linjetrafik. Exportlasterna var typiskt trämassa, papper, trävaror, järn och stål från Vänerhamnarna till England, Tyskland, Nederländerna, Belgien och Frankrike. Hemfrakterna bestod av kol och koks, kalksten, svavel och salt. 
Josef Bergendorff dog 1920 i Spanska sjukan efter en affärsresa till England och företaget övertogs av de tidigare avdelningscheferna Bror Pettersson och Gustaf Hemmingson. Genom Stjärnanrederiet etablerades på 1920-talet fraktfart mellan Vänern och England, Tyskland, Holland, Belgien och Frankrike. Importen av kol och koks växte och i Karlstad och Kristinehamn byggdes kolupplag med kross- och sorteringsverk och distributionen byggdes ut. Flottan med nordsjögående fartyg utökades på 1930-talet då Gapern, Alstern, Visten, Saxen, Mangen och Foxen kunde köpas förmånligt på andrahandsmarknaden under depressionen. År 1937 övergick alla Rederi AB Stjärnans fartyg i Ahlmarks ägo och rederiets flotta bestod 1939 av femton fartyg om tillsammans 20 000 dödviktston.  
Under andra världskriget spärrades vägen västerut 1940 och Nordsjötrafiken blev riskfylld: genom krigshandlingar omkom 28 besättningsmän och fartygen Foxen, Mangen, Aspen och Gapern krigsförliste. Under krigstidens kolbrist övergick Ahlmarks till distributionen av ersättningsbränslen, främst ved. Inför freden blev det aktuellt med ersättningstonnage för förlisningarna och 1945 sjösattes Aspen [II]. 
Efter den nya sjöfartslagen 1948 blev det vanligt att bygga så kallade paragraffartyg för att undgå det stipulerade trevaktsystemet i fartyg på över 499 bruttoton. Ahlmarks byggde tio sådana "paragrafare", som dessutom hade fördelen att ge lägre kostnader för slussningen i Göta Älv. Den första paragrafaren 1955 fick namnet Skagern och var byggd i Rendsburg. Kolavdelningen utvecklades under 1950-talet med dotterbolagen Karlstads Kolimport, Bränsleaffären och Värmlands Kol och Koks, som svarade för distributionen. Kolupplagen i Karlstad och Kristinehamn moderniserades. Man inledde 1950 även ett samarbete med oljebolaget Koppartrans för distribution av olja, diesel och bensin och 1953 bildades det samägda Ahlmark-Koppartrans AB, som tio år senare bytte namn till Ahlmarks Bränsle AB. De gamla ångarna Karlstad och Forshaga, som trafikerat traden Göteborg - Karlstad sedan 1887, togs 1955 ur drift. År 1958 uppfördes ett nytt sjuvånings kontorshus vid Drottninggatan, där den tidigare utspridda administrationen kunde samlas under ett tak. 
Dotterbolaget Ahlmarco bildades 1961 i Nederländerna och det rederiet ägde nybyggena Mangen [III] och Unden [II], som därmed kom att segla under nederländsk flagg. På 1970-talet levererades de första helt öppna fartygen för vertikal lasthantering, Alstern och Gapern från ett norskt varv. Bemanningen relaterades nu till fartygens utrustning i stället för registreringstonnaget, vilket innebar tio mans besättning i stället för sexton. Detta var en innovation inom svensk sjöfart. Rederiet etablerade linjetrafik med skogsråvara på Norrlandskusten 1976 med det nya fartyget Visten [III] och därefter Barken [III] 1982. Under 1980-talet tillkom Skagern [III], Sommen [III], Alstern [IV]  och Noren [II]. I Norrlandstrafiken exporterades massa, papper och sågat virke och importerades massaved. Till Vänertrafiken, där Göta Älv och Vänern fördjupades och öppnades för vintersjöfart 1974, tillkom två maskinstarka fartyg, Unden och Mangen, med mycket god förmåga att forcera is. 
Under 1990-talet ingick i Ahlmarkskoncernen rederiverksamhet, fastighetsförvaltning och bränsleverksamhet. Under våren 1991 blev Wermia AB ett helägt dotterbolag. Tunga investeringar under 1992 gav dryga räntekostnader och Ahlmarks Bränsle såldes till Svenska Shell för att lätta på skuldbördan. Kristinehamns Terminal AB och Karlstads Stuveri AB överläts till det nybildade Vänerhamn AB, där Ahlmarks blev den största delägaren med cirka 27 procent. År 1996 förvärvades tre kombinationsfartyg: Fryken [II], Saxen [III] och Visten [IV]. De kan lasta skogsprodukter en väg och olja i retur.

## Nuvarande verksamhet
Koncernens moderbolag är O.F. Ahlmark & Co Eftr. AB som har fem olika affärsområden med dotterbolagen:
- Ahlmark Lines AB, rederiverksamhet i norra Europa med egna och inhyrda fartyg.
- Byggbeslaggruppen, beslag, inrednings- och säkerhetsprodukter.
- Edman & Sjöberg, hydralikutrustning.
- Euroforest, fibertradingverksamhet i Storbritannien.
- Miller Graphics Group, tjänster före tryck som originalarbete och reproduktion.
- Scanunit, lyft och underhåll för industri och sjöfart
- Talent Plastics, idé, design och formgivning inom plasttillverkning.